# Bartletts Beach (plaża)
Bartletts Beach – plaża (beach) w kanadyjskiej prowincji Nowa Szkocja, w hrabstwie Digby, na południowy wschód od przylądka Cape St. Marys (44°00′53″N, 66°09′25″W); nazwa urzędowo zatwierdzona 22 stycznia 1975.